# Województwo lwowskie

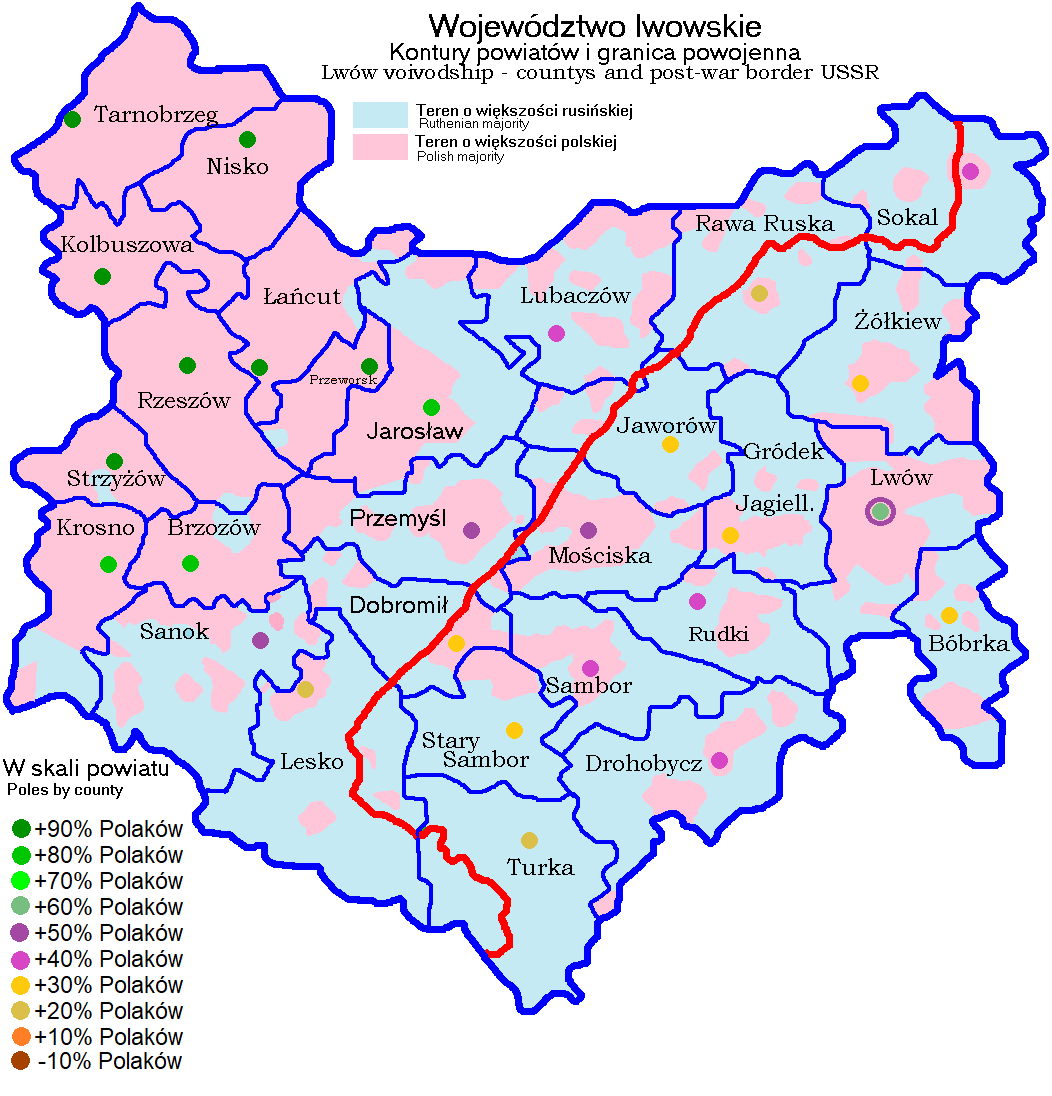
Stosunki etniczne w województwie lwowskim na tle granic powiatów (1931)

Województwo lwowskie – województwo II Rzeczypospolitej ze stolicą we Lwowie istniejące de jure w latach 1920–1945, de facto w latach 1921–1939.
Zostało utworzone 23 grudnia 1920, choć zaczęło funkcjonować 1 września 1921. Przestało de facto funkcjonować z wybuchem II wojny światowej. Po zakończeniu wojny, dekretem PKWN z 21 sierpnia 1944 anulowano okupacyjny podział administracyjny, lecz nie wprowadzono jeszcze nowego. Tak więc do chwilli utworzenia województwa rzeszowskiego z dniem 18 sierpnia 1945 stolica okrojonego województwa lwowskiego w granicach Polski znajdowała się w Rzeszowie.
Głównymi miastami województwa były Lwów, Borysław, Drohobycz, Jarosław, Krosno, Przemyśl, Rawa Ruska, Rzeszów, Sambor, Sanok i Żółkiew. Powierzchnia województwa wynosiła 28,4 tys. km². Od reformy gminnej w 1934 roku (znoszącej gminy jednostkowe), województwo lwowskie liczyło 27 powiatów, 58 miast i 252 zbiorowe gminy wiejskie, podzielone na 2233 gromady (stan na 30.9.1934). 
Przedwojenne województwo lwowskie było województwem sztucznym. W celu osłabienia znaczenia ludności ukraińskiej w skali całego województwa, włączono do niego również powiaty: tarnobrzeski, rzeszowski, łańcucki, niżański, kolbuszowski, przeworski, strzyżowski i krośnieński, które nie wchodziły w skład sądowego okręgu apelacyjnego lwowskiego, którego zachodnia granica była umowną granicą Galicji Wschodniej w ramach Austro-Węgier. Północno-zachodnią granicę województwa lwowskiego wyznaczała natomiast Wisła pod Sandomierzem. Położenie Lwowa na kanwie województwa było acentryczne, tuż przy jego wschodniej granicy, co sprawiało, że odległość do np. Krosna wynosiła 185 km, a do Tarnobrzega 210 km. Jedyną większą zmianą jego granic było włączenie do województwa lwowskiego 17 kwietnia 1931 powiatu turczańskiego z województwa stanisławowskiego.
Obecnie obszar województwa lwowskiego znajduje się na terytorium Ukrainy (obwód lwowski) i Polski: głównie województwa podkarpackiego oraz częściowo lubelskiego (Bełżec, Lubycza Królewska, Tarnoszyn, Hulcze) i świętokrzyskiego (Koćmierzów, Nadbrzezie, Ostrówek i Zarzekowice).

## Status prawny
26 września 1922 roku Sejm RP uchwalił Ustawę o zasadach powszechnego samorządu wojewódzkiego, a w szczególności województwa lwowskiego, tarnopolskiego i stanisławowskiego, przewidującą dla województwa lwowskiego pewną formę autonomii. Ustawa zakładała powołanie 100-osobowego, dwuizbowego sejmiku wojewódzkiego, składającego się z dwóch kurii narodowościowych: polskiej i ukraińskiej (oficjalnie określanej jako ruską), obu liczących po 50 członków. Każda z nich miała obradować osobno, przy czym w sprawach wspólnych, tzn. dotyczących całego województwa, wymagana była zgoda obu kurii. Do kompetencji sejmiku miały należeć sprawy dotyczące wyznań religijnych, oświecenia publicznego (z wyjątkiem szkolnictwa wyższego), dobroczynności publicznej, zdrowia, budownictwa, rolnictwa (z wyjątkiem reformy rolnej i środków służących do popierania rolnictwa), promowania przemysłu i handlu, melioracji, organizacji administracji gmin i powiatów, budżetu województwa i inne przekazane mu przez Sejm RP. Organem wykonawczym sejmiku ustanowiono wydział wojewódzki, składający się z wojewody, zastępcy wojewody, 8 członków wybieranych po połowie przez kurie polską i ukraińską oraz 4 powoływanych przez wojewodę. Wydział wojewódzki miał dzielić się na dwie sekcje narodowościowe, obradujące w trybie przewidzianym dla sejmików. Dziennik Urzędowy województwa miał być publikowany w językach polskim i ukraińskim. Zakazano prowadzenia przez państwo kolonizacji ziemskiej na obszarze województwa, a przy mianowaniu urzędników nakazano uwzględniać, obok wymaganych kwalifikacji, także narodowość kandydatów, tak aby skład personalny urzędów wojewódzkich odpowiadał rzeczywistym potrzebom narodowościowym. Przewidziano także utworzenie państwowego uniwersytetu ukraińskiego z siedzibą we Lwowie. Postanowienia tej ustawy nigdy nie zostały wprowadzone w życie. Brak ukraińskiej autonomii na terenie Galicji Wschodniej był sprzeczny z międzynarodowymi zobowiązaniami Polski, takimi jak uchwała Rady Ambasadorów z 15 marca 1923 r. o zatwierdzeniu wschodnich granic Polski.

## Demografia
Ludność województwa liczyła 2 718 014 mieszkańców (30.09.1921) oraz 3 127 409 mieszkańców (9.12.1931). Dane spisu 1931 obejmują przyłączony w kwietniu 1931 (z województwa stanisławowskiego) powiat turczański, dane spisu 1921 bez tego powiatu.

### Ludność województwa lwowskiego według deklarowanej narodowości 1921
- Polacy[20] – 1 537 986 (56,58%)
- Ukraińcy[21][22] – 975 268 (35,88%)
- Żydzi[23] – 190 368 (7,00%)
- Niemcy[24] – 12 436 osób.

Według Pierwszego Powszechnego Spisu Ludności z 30.IX.1921.

### Ludność województwa lwowskiego według deklarowanego wyznania 1921
- wyznanie rzymskokatolickie – 1 264 162 (46,51%)
- wyznanie greckokatolickie – 1 126 207 (41,43%)
- judaizm – 313 206 osób (11,52%)
- protestantyzm (luteranizm, kalwinizm i in.) – 12 403 osoby.

Według Pierwszego Powszechnego Spisu Ludności z 30.IX.1921.

### Ludność województwa lwowskiego w powiatach według deklarowanego języka ojczystego 1931
| Województwo lwowskie                                                              |                 |                 |                |              |        |
| Powiat                                                                            | Polacy          | Ukraińcy        | Żydzi          | Niemcy       | Ogółem |
| Lwów miasto * 1                                                                   | 198212 (63,48%) | 35137 (11,25%)  | 75316 (24,12%) | 2448 (0,78%) | 312231 |
| bóbrecki *                                                                        | 30672 (31,67%)  | 60444 (62,23%)  | 5533 (5,7%)    | 211 (0,22%)  | 97124  |
| brzozowski *                                                                      | 68149 (81,91%)  | 10677 (12,83%)  | 3836 (4,61%)   | 3 (0,0%)     | 83205  |
| dobromilski *                                                                     | 35945 (38,24%)  | 52463 (55,81%)  | 4997 (5,32%)   | 358 (0,3%)   | 93970  |
| drohobycki *                                                                      | 91935 (47,28%)  | 79214 (40,74%)  | 20484 (10,53%) | 2428 (1,25%) | 194456 |
| gródecki *                                                                        | 33228 (39,09%)  | 47812 (56,24%)  | 2975 (3,5%)    | 846 (0,99%)  | 85007  |
| jarosławski *                                                                     | 120429 (81,37%) | 20993 (14,18%)  | 6064 (4,1%)    | 33 (0,02%)   | 148028 |
| jaworowski *                                                                      | 26938 (31,03%)  | 55868 (64,36%)  | 3044 (3,5%)    | 590 (0,68%)  | 86762  |
| kolbuszowski                                                                      | 65361 (93,95%)  | 62 (0,09%)      | 3693 (5,31%)   | 80 (0,1%)    | 69565  |
| krośnieński                                                                       | 93691 (82,63%)  | 14666 (12,93%)  | 4416 (3,89%)   | 35 (0,0%)    | 113387 |
| leski *                                                                           | 31840 (28,54%)  | 70346 (63,05%)  | 8475 (7,6%)    | 547 (0,49%)  | 111575 |
| lubaczowski *                                                                     | 43294 (49,61%)  | 38237 (43,82%)  | 5485 (6,28%)   | 124 (0,14%)  | 87266  |
| lwowski *                                                                         | 80712 (56,52%)  | 58395 (40,89%)  | 1569 (1,1%)    | 1809 (1,27%) | 142800 |
| łańcucki                                                                          | 92084 (94,27%)  | 2590 (2,65%)    | 2318 (2,37%)   | 70 (0,0%)    | 97679  |
| mościski *                                                                        | 49989 (55,88%)  | 37196 (41,57%)  | 2164 (2,42%)   | 19 (0,0%)    | 89460  |
| niżański                                                                          | 60602 (94,34%)  | 115 (0,17%)     | 3084 (4,80%)   | 60 (0,09%)   | 64233  |
| przemyski *                                                                       | 86393 (53,15%)  | 60005 (36,91%)  | 15891 (9,78%)  | 76 (0,0%)    | 162544 |
| przeworski                                                                        | 56628 (95,51%)  | 406 (0,66%)     | 2154 (3,5%)    | 3 (0,0%)     | 61388  |
| rawski *                                                                          | 27376 (22,43%)  | 82130 (67,28%)  | 10991 (9,0%)   | 1158 (0,95%) | 122072 |
| rudecki *                                                                         | 38417 (48,52%)  | 36254 (45,79%)  | 4247 (5,36%)   | 22 (0,03%)   | 79170  |
| rzeszowski                                                                        | 173897 (93,95%) | 963 (0,52%)     | 9065 (4,9%)    | 18 (0,0%)    | 185106 |
| samborski *                                                                       | 56818 (42,46%)  | 68222 (50,98%)  | 7794 (5,82%)   | 700 (0,52%)  | 133814 |
| sanocki *                                                                         | 67955 (59,51%)  | 38192 (33,44%)  | 7354 (6,44%)   | 20 (0,0%)    | 114195 |
| sokalski *                                                                        | 42851 (39,27%)  | 59984 (54,98%)  | 5917 (5,42%)   | 136 (0,12%)  | 109111 |
| tarnobrzeski                                                                      | 67624 (92,26%)  | 93 (0,12%)      | 5186 (7,08%)   | 10 (0,00%)   | 73297  |
| turczański *                                                                      | 26083 (22,79%)  | 80483 (70,31%)  | 7552 (6,6%)    | 94 (0,08%)   | 114457 |
| żółkiewski *                                                                      | 35816 (37,5%)   | 56060 (58,7%)   | 3344 (3,5%)    | 151 (0,16%)  | 95507  |
| ¹ Gwiazdką zaznaczono powiaty zaliczane do 1 listopada 1918 do Galicji Wschodniej |                 |                 |                |              |        |
| Ogółem (bez Lwowa) [tys.]:                                                        | 1604,7 (57,00%) | 1031,8 (36,66%) | 157,6 (5,6%)   | 9,6 (0,34%)  | 2815,1 |
| Ogółem (ze Lwowem) [tys.]:                                                        | 1802,9 (57,65%) | 1067,0 (34,12%) | 232,9 (7,45%)  | 12,0 (0,39%) | 3127,4 |

Według Drugiego Powszechnego Spisu Ludności z 9.XII.1931 roku

### Ludność województwa lwowskiego według deklarowanego wyznania 1931
| Województwo lwowskie                                                              |                   |                  |                |               |        |
| Powiat                                                                            | rzymskokatolickie | greckokatolickie | judaizm        | protestantyzm | Ogółem |
| Lwów miasto * 1                                                                   | 157490 (50,44%)   | 49747 (15,93%)   | 99595 (31,90%) | 3630 (1,16%)  | 312231 |
| bóbrecki *                                                                        | 22820 (23,50%)    | 66077 (68,03%)   | 7972 (8,21%)   | 131 (0,13%)   | 97124  |
| brzozowski *                                                                      | 65813 (79,10%)    | 12711 (15,28%)   | 4316 (5,19%)   | 0 (0,00%)     | 83205  |
| dobromilski *                                                                     | 25941 (27,61%)    | 59640 (63,47%)   | 4997 (5,32%)   | 503 (0,54%)   | 93970  |
| drohobycki *                                                                      | 52172 (26,83%)    | 110317 (56,73%)  | 28888 (14,86%) | 2285 (11,75%) | 194456 |
| gródecki *                                                                        | 22408 (26,36%)    | 56686 (66,68%)   | 4982 (5,86%)   | 778 (0,92%)   | 85007  |
| jarosławski *                                                                     | 83652 (56,51%)    | 52238 (35,29%)   | 11721 (7,92%)  | 93 (0,06%)    | 148028 |
| jaworowski *                                                                      | 18394 (21,20%)    | 62783 (72,36%)   | 5161 (5,95%)   | 286 (0,33%)   | 86762  |
| kolbuszowski                                                                      | 63999 (92,00%)    | 87 (0,13%)       | 5091 (7,32%)   | 80 (0,11%)    | 69565  |
| krośnieński                                                                       | 91189 (80,42%)    | 10880 (9,60%)    | 6521 (5,75%)   | 225 (0,20%)   | 113387 |
| leski *                                                                           | 18209 (16,32%)    | 81544 (73,08%)   | 10916 (9,78%)  | 674 (0,60%)   | 111575 |
| lubaczowski *                                                                     | 32994 (37,81%)    | 44696 (51,22%)   | 9342 (10,71%)  | 129 (0,15%)   | 87266  |
| lwowski *                                                                         | 67430 (47,22%)    | 67507 (47,27%)   | 5087 (3,56%)   | 2320 (1,62%)  | 142800 |
| łańcucki                                                                          | 86066 (88,11%)    | 4781 (4,89%)     | 6281 (6,43%)   | 70 (0,07%)    | 97679  |
| mościski *                                                                        | 34619 (38,70%)    | 49221 (55,02%)   | 5428 (6,07%)   | 72 (0,08%)    | 89460  |
| niżański                                                                          | 59069 (91,96%)    | 915 (1,42%)      | 3985 (6,20%)   | 51 (0,08%)    | 64233  |
| przemyski *                                                                       | 67068 (41,26%)    | 73477 (45,20%)   | 21424 (13,18%) | 167 (0,10%)   | 162544 |
| przeworski                                                                        | 54833 (89,32%)    | 3029 (4,93%)     | 3405 (5,55%)   | 10 (0,02%)    | 61388  |
| rawski *                                                                          | 22489 (18,42%)    | 84157 (68,94%)   | 13381 (10,96%) | 542 (0,44%)   | 122072 |
| rudecki *                                                                         | 27674 (34,96%)    | 45742 (57,78%)   | 5396 (6,82%)   | 260 (0,33%)   | 79170  |
| rzeszowski                                                                        | 164050 (88,62%)   | 3260 (1,76%)     | 17098 (9,24%)  | 27 (0,01%)    | 185106 |
| samborski *                                                                       | 43583 (32,57%)    | 78504 (58,67%)   | 11258 (8,41%)  | 324 (0,24%)   | 133814 |
| sanocki *                                                                         | 48968 (42,88%)    | 54567 (47,78%)   | 9455 (8,28%)   | 49 (0,04%)    | 114195 |
| sokalski *                                                                        | 25425 (23,30%)    | 69260 (63,48%)   | 13372 (12,26%) | 224 (0,21%)   | 109111 |
| tarnobrzeski                                                                      | 65891 (89,90%)    | 165 (0,23%)      | 6333 (8,64%)   | 14 (0,02%)    | 73297  |
| turczański *                                                                      | 6301 (5,51%)      | 96564 (84,37%)   | 10627 (9,28%)  | 40 (3,49%)    | 114457 |
| żółkiewski *                                                                      | 20279 (21,23%)    | 66784 (69,93%)   | 7848 (8,22%)   | 282 (0,30%)   | 95507  |
| ¹ Gwiazdką zaznaczono powiaty zaliczane do 1 listopada 1918 do Galicji Wschodniej |                   |                  |                |               |        |
| Ogółem (bez Lwowa) [tys.]:                                                        | 1291,3 (45,87%)   | 1255,6 (44,60%)  | 242,8 (8,62%)  | 9,5 (0,34%)   | 2815,1 |
| Ogółem (ze Lwowem) [tys.]:                                                        | 1448,8 (46,33%)   | 1305,3 (41,74%)  | 342,4 (10,95%) | 13,1 (0,42%)  | 3127,4 |

Według Drugiego Powszechnego Spisu Ludności z 9.XII.1931 roku
Administracja państwowa II Rzeczypospolitej, wbrew oficjalnie głoszonemu stanowisku, za Polaków uważała faktycznie wyłącznie ludność rzymskokatolicką, uznając że podział wyznaniowy pokrywa się z narodowościowym.

### Struktura demograficzna (1931)[6]
Liczba ludności (dane z 9 grudnia 1931):
|        | Ogółem    | Ogółem | Kobiety   | Kobiety | Mężczyźni | Mężczyźni |
| osób   | %         | osób   | %         | osób    | %         |           |
| ------ | --------- | ------ | --------- | ------- | --------- | --------- |
| Ogółem | 3 127 409 | 100    | 1 625 793 | 51,99   | 1 501 616 | 48,01     |
| Miasto | 775 735   | 24,80  | 414 289   | 13,25   | 361 446   | 11,56     |
| Wieś   | 2 351 674 | 75,20  | 1 211 504 | 38,74   | 1 140 170 | 36,46     |

▶Wieś vs ▶miasto
Ogółem (▶k, ▶m)
Miasto (▶k, ▶m)
Wieś (▶k, ▶m)

## Podział administracyjny
Powierzchnia powiatów według stanu na 1939 r., w przypadku wcześniejszego zniesienia lub zmiany przynależności wojewódzkiej powiatu na ostatni rok istnienia w ramach danego województwa. Liczba ludności na podstawie spisu powszechnego z 1931 r., w przypadku powiatów zniesionych lub przeniesionych przed tą datą, dane ze spisu powszechnego z 1921 r.
| Powiat                   | Powierzchnia (km²) | Liczba mieszkańców | Siedziba (liczba mieszkańców) |
| ------------------------ | ------------------ | ------------------ | ----------------------------- |
| bóbrecki                 | 891                | 97 100             | Bóbrka (5441)                 |
| brzozowski               | 684                | 83 200             | Brzozów (4242)                |
| cieszanowski (do 1922)   | 1136               | 86 549             | Cieszanów (2248)              |
| dobromilski              | 994                | 94 000             | Dobromil (5531)               |
| drohobycki               | 1499               | 194 400            | Drohobycz (32 622)            |
| gródecki                 | 889                | 85 000             | Gródek Jagielloński (12 942)  |
| jarosławski              | 1337               | 148 000            | Jarosław (22 330)             |
| jaworowski               | 977                | 86 800             | Jaworów (10 690)              |
| kolbuszowski             | 873                | 69 600             | Kolbuszowa (3112)             |
| krośnieński              | 934                | 113 400            | Krosno (12 125)               |
| liski (od 1931 leski)    | 1832               | 111 600            | Lisko (od 1931 Lesko) (3943)  |
| lubaczowski (od 1923)    | 1146               | 87 300             | Lubaczów (6245)               |
| lwowski                  | 1276               | 142 800            | Lwów (316 177)                |
| Lwów                     | 67                 | 316 177            | Lwów (316 177)                |
| łańcucki                 | 889                | 97 700             | Łańcut (7535)                 |
| mościski                 | 755                | 89 500             | Mościska (4770)               |
| niżański                 | 973                | 64 200             | Nisko (5461)                  |
| przemyski                | 1002               | 162 500            | Przemyśl (51 379)             |
| przeworski               | 415                | 61 400             | Przeworsk (5941)              |
| rawski                   | 1401               | 122 100            | Rawa Ruska (11146)            |
| rudecki                  | 670                | 79 200             | Rudki (3649)                  |
| rzeszowski               | 1270               | 185 100            | Rzeszów (27 499)              |
| samborski                | 1133               | 133 800            | Sambor (22 111)               |
| sanocki                  | 1282               | 114 200            | Sanok (14 262)                |
| sokalski                 | 1324               | 109 100            | Sokal (12 135)                |
| starosamborski (do 1932) | 689                | 82 135             | Stary Sambor (4867)           |
| strzyżowski (do 1932)    | 524                | 56 400             | Strzyżów (3060)               |
| tarnobrzeski             | 949                | 72 200             | Tarnobrzeg (3643)             |
| turczański (od 1931)     | 1829               | 114 400            | Turka (10 145)                |
| żółkiewski               | 1111               | 95 500             | Żółkiew (10 348)              |

## Wojewodowie lwowscy
- Kazimierz Grabowski 23 kwietnia 1921 – 30 czerwca 1924
- Stanisław Zimny 10 marca 1924 – 4 grudnia 1924 (p.o. do 30 czerwca 1924)
- Paweł Garapich 30 grudnia 1924 – 29 lipca 1927[33]
- Piotr Dunin Borkowski 29 lipca 1927 – 30 kwietnia 1928
- Wojciech Agenor Gołuchowski 9 lipca 1928 – 29 sierpnia 1930
- Bronisław Nakoniecznikow-Klukowski 29 sierpnia 1930 – 6 lipca 1931
- Józef Rożniecki 22 lipca 1931 – 30 stycznia 1933
- Władysław Belina-Prażmowski 31 stycznia 1933 – 14 kwietnia 1937
- Alfred Biłyk 16 kwietnia 1937 – 19 września 1939

Okręgowi Delegaci Rządu RP 1941–1944
- Franciszek Bujak – sierpień 1941
- Edmund Bulanda – sierpień 1941- styczeń 1942
- Stanisław Kulczyński – styczeń 1942- maj/czerwiec 1942
- Julian Czyżewski – koniec 1942 – 15 marca 1944
- Adam Ostrowski 15 marca 1944 – 1 sierpnia 1944

Wicewojewodowie
- Czesław Eckhardt (1926-1927)[35][36]
- Zygmunt Gronziewicz (-1929)[37]
- Jerzy Pilecki (-1930)[38]
- Ignacy Drojanowski (1930-)[39]
- Jan Dychdalewicz (1932-2 IX 1933)[40][41]
- Marian Sochański (-27 VI 1936)[42][43]
- Mieczysław Syska (V-VII 1936)[44]
- Tadeusz Chmielewski (lipiec 1936-)[45]
- Piotr Małaszyński (1939)[46][47]

## Miasta i miasteczka

### Synteza
W latach międzywojennych istniały trzy rodzaje jednostek osadniczych o charakterze topograficznie miejskim: miasto, miasteczko i osada miejska. Na terenie woj. lwowskiego występowały dwie formy (miasta i miasteczka).
Określenie miasto miało w latach międzywojennych trojakie znaczenie. Mogło odnosić się wyłącznie do charakteru prawnego miejscowości (a więc typu jednostki administracyjnej), co nie znaczyło automatycznie że „miasto administracyjne” faktycznie posiadało prawa miejskie. Podstawą zaliczenia danej miejscowości do grupy miast było tzw. kryterium administracyjne, jako najwięcej odpowiadające rozwojowi stosunków i życia. Mimo że większość miast prawnych prawa miejskie posiadała, wiele z nich miało zaledwie prawa miasteczka, a niektóre miasta (Nisko, Borysław, Tustanowice) były wręcz wsiami.
Odwrotnie wiele miasteczek, a nawet 11 miast (np. Dynów, Bircza, Dubiecko itd.) – a więc faktycznie posiadających prawa miasteczka bądź prawa miejskie – były gminami wiejskimi (chodzi tu o gminy jednostkowe sprzed komasacji w gminy zbiorowe w 1934 roku). Jednostki te w ogólnych publikacjach nie są zaliczane do miast (a więc nie wpływają na liczbę miast województwa), co jednak lekceważy fakt posiadania praw miasteczka/praw miejskich (poniższa tabela je uwzględnia z zachowaną dystynkcją).
Ponadto niektóre miejscowości posiadały w nazwie wyraz Miasto – pisany wielką literą – mimo braku praw miejskich (np. Pruchnik-Miasto, Waręż Miasto, Tartaków Miasto). Wyraz ten stanowił integralną część nazwy miejscowości (choć nie przesądzał bynajmniej jej charakteru topograficznego) aby odróżnić ją od innej (topograficznie wiejskiej) miejscowości o identycznej nazwie w tej samej okolicy (np. Pruchnik-Wieś, Waręż-Wieś, Tartaków-Wieś).
Miasta prawne galicyjskie (województwa krakowskie, lwowskie, stanisławowskie i tarnopolskie) należały do trzech kategorii:
- miasta o własnym statucie
  - do kategorii tej należały tylko Lwów[48] i Kraków[49]
- miasta rządzące się ustawą z 13 marca 1889 roku[50]
  - miasta należące do tej kategorii posiadały wszystkie przywileje miast (prawa miejskie), z wyjątkiem miasteczka Buczacz
- miasta rządzące się ustawą z 3 lipca 1896 roku[51]
  - miasta należące do tej największej kategorii posiadały najczęściej przywileje a) miasteczek, rzadziej b) miast a czasem wyjątkowo (7 miejscowości) niektóre były c) wsiami

13 lipca 1933 roku weszła w życie ustawa o częściowej zmianie ustroju samorządu terytorialnego, stanowiąca znoszenie miast o liczbie mieszkańców niższej niż 3000 w drodze rozporządzeń Rady Ministrów, a większych miast w drodze ustawodawczej. Ustawa z 3 lipca 1896 roku przestała obowiązywać w ciągu roku od wejścia w życie ustawy (czyli do lipca 1934) przez co miasta i miasteczka rządzące się ustawą z 1896 roku i liczące powyżej 3000 mieszkańców zostały automatycznie podniesione do rangi miast objętych ustawą z 1889 roku. Tak więc 31 miast/miasteczek rządzących się ustawą z 1896 roku i liczących w 1933 roku mniej niż 3000 mieszkańców, a także 8 (9) gmin miejskich będących wsiami (niezależnie od liczby ludności) zostałyby według nowego prawa przekształcone w gminy wiejskie. Jednakże indywidualnymi rozporządzeniami za miasta uznano 20 mniejszych miast oraz wszystkie wsie stanowiące gminy miejskie. Równocześnie do rzędu miast podniesiono także trzy dotychczasowe gminy wiejskie. Na mocy ustawy z 1933 łącznie 12 miejscowości (w tym jedna wieś) utraciło status gmin miejskich.
W poniższej tabeli umieszczono wszystkie miasta i miasteczka województwa lwowskiego obu typów z podziałem na charakter prawny (rodzaj jednostki administracyjnej) i przywileje (prawa miejskie/miasteczka).

### Wykaz
Stan ludności: na 30 września 1921 roku (niezależnie od statusu jednostki w 1921 roku)

Główne źródło: Skorowidz miejscowości Rzeczypospolitej Polskiej – Tom XIII – Województwo Lwowskie, Główny Urząd Statystyczny Rzeczypospolitej Polskiej, Warszawa 1924

Źródła uzupełniające: Dzienniki Ustaw, przedstawione w przypisach
| Herb | Miejscowość         | Charakter prawny | Przywileje | Powiat         | Liczba mieszk. |
| ---- | ------------------- | ---------------- | ---------- | -------------- | -------------- |
|      | Babice nad Sanem    | Gmina wiejska    | Miasteczko | przemyski      | 1105           |
|      | Baligród            | Gmina wiejska    | Miasteczko | liski          | 1260           |
|      | Baranów             | Miasto           | Miasteczko | tarnobrzeski   | 1792           |
|      | Bełz                | Miasto           | Miasto     | sokalski       | 4148           |
|      | Bircza              | Gmina wiejska    | Miasto     | dobromilski    | 1929           |
|      | Błażowa             | Miasto           | Miasteczko | rzeszowski     | 5123           |
|      | Borysław            | Miasto           | Wieś       | drohobycki     | 16099          |
|      | Bóbrka              | Miasto           | Miasto     | bóbrecki       | 4391           |
|      | Brzozdowce          | Gmina wiejska    | Miasteczko | bóbrecki       | 2376           |
|      | Brzozów             | Miasto           | Miasto     | brzozowski     | 4160           |
|      | Bukowsko            | Gmina wiejska    | Miasto     | sanocki        | 726            |
|      | Chodorów            | Miasto           | Miasteczko | bóbrecki       | 4206           |
|      | Chyrów              | Miasto           | Miasteczko | starosamborski | 2654           |
|      | Cieszanów           | Miasto           | Miasteczko | cieszanowski   | 2248           |
|      | Czudec              | Gmina wiejska    | Miasteczko | strzyżowski    | 940            |
|      | Dobromil            | Miasto           | Miasto     | dobromilski    | 3431           |
|      | Drohobycz           | Miasto           | Miasto     | drohobycki     | 26736          |
|      | Dubiecko            | Gmina wiejska    | Miasto     | przemyski      | 1793           |
|      | Dukla               | Miasto           | Miasteczko | krośnieński    | 2082           |
|      | Dynów               | Gmina wiejska    | Miasto     | brzozowski     | 2727           |
|      | Felsztyn            | Gmina wiejska    | Miasteczko | starosamborski | 1195           |
|      | Fredropol           | Gmina wiejska    | Miasteczko | przemyski      | 302            |
|      | Frysztak            | Gmina wiejska    | Miasteczko | strzyżowski    | 1357           |
|      | Głogów              | Miasto           | Miasteczko | rzeszowski     | 2291           |
|      | Gródek Jagielloński | Miasto           | Miasto     | gródecki       | 10491          |
|      | Hussaków            | Gmina wiejska    | Miasteczko | mościski       | 973            |
|      | Jaćmierz            | Gmina wiejska    | Miasto     | sanocki        | 620            |
|      | Janów               | Miasto           | Miasteczko | gródecki       | 1808           |
|      | Jarosław            | Miasto           | Miasto     | jarosławski    | 19973          |
|      | Jaryczów Nowy       | Miasto           | Miasto     | lwowski        | 2139           |
|      | Jasienica           | Gmina wiejska    | Miasteczko | brzozowski     | 2090           |
|      | Jaśliska            | Gmina wiejska    | Miasto     | sanocki        | 876            |
|      | Jawornik Polski     | Gmina wiejska    | Miasteczko | rzeszowski     | 991            |
|      | Jaworów             | Miasto           | Miasto     | jaworowski     | 8910           |
|      | Jedlicze            | Gmina wiejska    | Miasteczko | krośnieński    | 782            |
|      | Kańczuga            | Miasto           | Miasteczko | przeworski     | 2396           |
|      | Kolbuszowa          | Miasto           | Miasteczko | kolbuszowski   | 2900           |
|      | Komarno             | Miasto           | Miasto     | rudecki        | 5009           |
|      | Korczyna            | Gmina wiejska    | Miasteczko | krośnieński    | 4519           |
|      | Krakowiec           | Miasto           | Miasteczko | jaworowski     | 1389           |
|      | Krasiczyn           | Gmina wiejska    | Miasteczko | przemyski      | 424            |
|      | Krosno              | Miasto           | Miasto     | krośnieński    | 6287           |
|      | Krukienice          | Gmina wiejska    | Miasteczko | mościski       | 1619           |
|      | Krystynopol         | Gmina wiejska    | Miasteczko | sokalski       | 2805           |
|      | Krzywcza            | Gmina wiejska    | Miasteczko | przemyski      | 928            |
|      | Kukizów             | Gmina wiejska    | Miasteczko | lwowski        | 742            |
|      | Kulików             | Miasto           | Miasteczko | żółkiewski     | 2886           |
|      | Laszki Murowane     | Gmina wiejska    | Miasteczko | starosamborski | 478            |
|      | Leżajsk             | Miasto           | Miasteczko | łańcucki       | 5063           |
|      | Lisko               | Miasto           | Miasto     | liski          | 3806           |
|      | Lipsko              | Gmina wiejska    | Miasteczko | cieszanowski   | 1099           |
|      | Lubaczów            | Miasto           | Miasto     | cieszanowski   | 5303           |
|      | Lubycza Królewska   | Gmina wiejska    | Miasteczko | rawski         | 710            |
|      | Lutowiska           | Gmina wiejska    | Miasteczko | liski          | 2125           |
|      | Lwów                | Miasto           | Miasto     | miasto Lwów    | 219388         |
|      | Łańcut              | Miasto           | Miasteczko | łańcucki       | 4518           |
|      | Magierów            | Gmina wiejska    | Miasteczko | rawski         | 2473           |
|      | Majdan              | Gmina wiejska    | Miasteczko | kolbuszowski   | 2014           |
|      | Mosty Wielkie       | Miasto           | Miasteczko | żółkiewski     | 3795           |
|      | Mościska            | Miasto           | Miasto     | mościski       | 4751           |
|      | Mrzygłód            | Gmina wiejska    | Miasto     | sanocki        | 675            |
|      | Narol               | Gmina wiejska    | Miasteczko | cieszanowski   | 1817           |
|      | Nawarja             | Gmina wiejska    | Miasteczko | lwowski        | 1084           |
|      | Niebylec            | Gmina wiejska    | Miasteczko | strzyżowski    | 550            |
|      | Niemirów            | Miasto           | Miasteczko | rawski         | 2463           |
|      | Nisko               | Miasto           | Wieś       | niżański       | 4749           |
|      | Niżankowice         | Miasto           | Miasteczko | przemyski      | 1865           |
|      | Nowe Miasto         | Gmina wiejska    | Miasto     | dobromilski    | 794            |
|      | Nowotaniec          | Gmina wiejska    | Miasto     | sanocki        | 524            |
|      | Oleszyce            | Gmina wiejska    | Miasteczko | cieszanowski   | 2917           |
|      | Płazów              | Gmina wiejska    | Miasteczko | cieszanowski   | 786            |
|      | Potylicz            | Gmina wiejska    | Miasteczko | rawski         | 3371           |
|      | Pruchnik            | Gmina wiejska    | Miasteczko | jarosławski    | 1697           |
|      | Przemyśl            | Miasto           | Miasto     | przemyski      | 47958          |
|      | Przeworsk           | Miasto           | Miasto     | przeworski     | 3371           |
|      | Radomyśl nad Sanem  | Gmina wiejska    | Miasteczko | tarnobrzeski   | 1121           |
|      | Radymno             | Miasto           | Miasteczko | jarosławski    | 1907           |
|      | Rawa Ruska          | Miasto           | Miasteczko | rawski         | 8970           |
|      | Rozwadów            | Miasto           | Miasteczko | tarnobrzeski   | 2700           |
|      | Rudki               | Miasto           | Miasteczko | rudecki        | 3452           |
|      | Rudnik              | Miasto           | Miasteczko | niżański       | 2959           |
|      | Rybotycze           | Gmina wiejska    | Miasto     | dobromilski    | 1262           |
|      | Rymanów             | Miasto           | Miasto     | sanocki        | 3546           |
|      | Rzeszów             | Miasto           | Miasto     | rzeszowski     | 24942          |
|      | Sambor              | Miasto           | Miasto     | samborski      | 19417          |
|      | Sądowa Wisznia      | Miasto           | Miasto     | mościski       | 4207           |
|      | Sanok               | Miasto           | Miasto     | sanocki        | 9638           |
|      | Sieniawa            | Miasto           | Miasteczko | jarosławski    | 1824           |
|      | Sokal               | Miasto           | Miasto     | sokalski       | 10183          |
|      | Sokołów             | Miasto           | Miasteczko | kolbuszowski   | 3515           |
|      | Stara Sól           | Miasto           | Miasto     | starosamborski | 1170           |
|      | Stary Sambor        | Miasto           | Miasto     | starosamborski | 4314           |
|      | Strzeliska Nowe     | Gmina wiejska    | Miasteczko | bóbrecki       | 1844           |
|      | Strzyżów            | Miasto           | Miasteczko | strzyżowski    | 2188           |
|      | Szczerzec           | Miasto           | Miasto     | lwowski        | 936            |
|      | Tarnobrzeg          | Miasto           | Miasteczko | tarnobrzeski   | 3169           |
|      | Tartaków            | Gmina wiejska    | Miasteczko | sokalski       | 1486           |
|      | Turka               | Miasto           | Miasteczko | turczański     | 10030          |
|      | Tustanowice         | Miasto           | Wieś       | drohobycki     | 13240          |
|      | Tyczyn              | Miasto           | Miasteczko | rzeszowski     | 3095           |
|      | Tyrawa Wołoska      | Gmina wiejska    | Miasteczko | sanocki        | 1444           |
|      | Uhnów               | Miasto           | Miasteczko | rawski         | 3575           |
|      | Ulanów              | Miasto           | Miasteczko | niżański       | 2192           |
|      | Ustrzyki Dolne      | Miasto           | Miasteczko | liski          | 3234           |
|      | Waręż               | Gmina wiejska    | Miasteczko | sokalski       | 955            |
|      | Wielkie Oczy        | Gmina wiejska    | Miasteczko | jaworowski     | 1550           |
|      | Winniki             | Gmina wiejska    | Wieś       | lwowski        | 3603           |
|      | Zarszyn             | Gmina wiejska    | Miasto     | sanocki        | 975            |
|      | Żołynia             | Gmina wiejska    | Miasteczko | łańcucki       | 954            |
|      | Żółkiew             | Miasto           | Miasto     | żółkiewski     | 7867           |